# Paul Tremo
Paul Tremo (ur. 1 kwietnia 1733 w Berlinie, zm. 1810 w Warszawie) – polski kuchmistrz na dworze króla Stanisława Augusta Poniatowskiego, zdobył miano "pierwszego kuchmistrza w Europie".

## Życiorys
Urodził się w Berlinie w rodzinie hugenockiej (francuskiej). Swój kunszt zdobywał podróżując po Europie. Wiadomo też, że studiował liczne dzieła uczonych z różnych epok.
Z królem związany był od jego wczesnej młodości i wiernie służył mu aż do końca. Król wypłacał mu rocznie ponad 10 tys. zł, co uważano za najwyższą pensję kuchmistrza w Rzeczypospolitej. Był m.in. odpowiedzialny za oprawę kulinarną obiadów czwartkowych. Upodobania kulinarne Stanisława Augusta zapoczątkowały modę na wyrafinowaną, a zarazem lekką kuchnię, łączącą francuskie i polskie tradycje kulinarne. Stopniowo rezygnując z sarmackiego niepohamowania w jedzeniu i piciu, coraz częściej zwracano uwagę na zdrową dietę.
Gdy Stanisław August Poniatowski abdykował i osiadł w  Petersburgu, towarzyszył mu Tremo. Po śmierci króla w 1798 roku wrócił do Polski i zamieszkał w ofiarowanym przez króla dworku na Grzybowie pod Warszawą. Pochowany został na cmentarzu ewangelicko-reformowanym w Warszawie jako Piotr Paweł Tremo.
Napisał dzieła: "Botanika kuchenna" (zaginiona rozprawa o właściwościach kulinarnych różnych ziół i warzyw), z trzech rękopiśmiennych odpisów jest znana jego książka kucharska opatrywana różnymi tytułami np. "Nauka dokładna sposobów warzenia i sporządzania potraw z mięsiwa, ryb, jarzyny, mąki, jako też przyprawiania rozmaitych sosów, robienia esencji ponczowej".
Uczniem Paula Tremona był znany kucharz i autor pierwszych systematycznych książek kucharskich na ziemiach polskich Jan Szyttler.